# Caserío Sorarrain
 El caserío Sorarrain en Larraul (Provincia de Guipúzcoa, España) es un edificio unifamiliar probablemente de fundación medieval. Las tres crujías traseras están reutilizadas de un caserío construido en el siglo XVI. A principios del siglo XVIII la casa fue rehecha y ampliada totalmente hasta adquirir la actual fisonomía.

## Descripción
Se trata de un caserío de planta cuadrada de 20 x 20 m, dos plantas, bodega y desván situado en una ladera de gran pendiente. Cubierta a dos aguas de teja canal con gallur perpendicular a la fachada principal de orientación SE. La fachada principal se alza sobre 4 postes enterizos unidos por largas correas y refuerzos con tornapuntas. Posee también entramados intermedios en sentido vertical en su mayoría. A altura del forjado de la primera planta son visibles los extremos de la solivería. Todos los vanos están rellenos de mampostería raseada y pintada de color blanco. La composición es simétrica, poseyendo dos líneas de ventanas dispuestas a la altura de la primera planta y del desván. Sobre las ventanas del desván se sitúa el hastial cerrado con tablazón. La fachada se halla enmarcada entre dos esquinales de piedra sillar de arenisca. 
Una terraza de cemento adosada y situada a la altura del forjado de la planta baja ocupa y cubre parte de la fachada. Actualmente se accede al edificio desde el lado NE donde se sitúa una puerta adintelada de acceso a la vivienda y otra a la cuadra. También en este lado existe un arco, posiblemente carpanel, hoy totalmente cegado, y que se habría a la altura de la actual cocina del caserío. La fachada SW presenta un acceso en arco apuntado con largas dovelas y otro en arco carpanel, ambos con piedra sillar arenisca. La fachada trasera NW es corta debido al desnivel del terreno. Además de la fachada principal el resto de fachadas se hallan raseadas y pintadas en color blanco. 
La bodega o soportal que posee este caserío, construida aprovechando el desnivel del terreno, ocupa la zona SE del edificio. Esta bodega o soportal, hoy en parte cerrada, antiguamente poseía accesos por los lados NE y SW, subsistiendo este último acceso.
La armadura de este edificio se levanta sobre nueve postes enterizos apoyados en zapatas de piedra sillar. La estructura, simétrica, se halla armada con grandes vigas, solivos y tornapuntas ensambladas mediante cajas y clavijas de madera. Las piezas de la estructura presentan marcas de carpintería con numerales romanos. Sobre ésta se apoya la cubierta con sus correas, cabrios y el enlatado.